# Cycloptera arcuata
Cycloptera arcuata är en insektsart som först beskrevs av Henri Saussure och Francois Jules Pictet de la Rive 1898.  Cycloptera arcuata ingår i släktet Cycloptera och familjen vårtbitare. Inga underarter finns listade i Catalogue of Life.